# Club Atlético Boston River
El Club Atlético Boston River es un club de fútbol uruguayo, fundado el 20 de febrero de 1939 en el Barrio Simón Bolívar, de la ciudad de Montevideo. Participa en la Primera División de Uruguay. 
Ascendió en la temporada 2016, siendo desde entonces el único club, además de los "grandes", que nunca descendió de Primera División (décima participación consecutiva en 2025). Además logró clasificar dos veces a la Copa Sudamericana y dos veces a la Copa Libertadores. En 2024 logró su mejor actuación histórica al finalizar en tercera posición del Campeonato Uruguayo.
Boston River cuenta con el récord de haber participado en 5 categorías y nunca haber descendido en ninguna de ellas.

## Historia
El nombre para el nuevo club surgió de la conjunción de "Boston", en alusión a un cuadro que representaba a la sastrería Boston, y "River" fue incorporado en homenaje al primer presidente Juan Deri que era de nacionalidad argentina e hincha del River de ese país.
Desde su fundación hasta 1953, Boston River disputó diversas competencias barriales. En 1954 el club se afilió a la Asociación Uruguaya de Fútbol, comenzando su actividad en los torneos de la Extra B. El primer partido oficial del club fue ante el vecino Estrella Roja del Cerrito de la Victoria; los debutantes ganaron 2-0. Ese mismo año el Boston obtiene su primer ascenso a Extra A. En 1956 Boston River obtiene el campeonato de la Extra A en unal inolvidable fina frente al Pablo Pérez en el Estadio Centenario y pasa a jugar en los Torneos de Intermedia (tercera categoría).
El equipo de Barrio Bolívar estuvo cerca de acceder a la Primera "B" cuando disputó finales de desempate por el ascenso ante Misiones en abril de 1961, cayendo derrotado por un global de 4-0 en dos partidos jugados en Belvedere. Boston River siguió disputando la Intermedia (luego llamada Primera C) hasta 1981 donde por problemas de diverso índole el club se retira de las competencias de la AUF.

### Regreso (1999) y profesionalismo (2006)
En el año 1999, luego de 18 años sin participar en fútbol (el club continuó compitiendo en otros deportes, siendo habitual animador en fútbol de salón) Boston River regresó a la AUF para participar de los torneos de la Primera C, por entonces llamada Liga Metropolitana (actual Primera División Amateur). En el año 2006, el club obtiene el título de esa liga, al vencer en la final a Alto Perú por 1 a 0 en el Parque Palermo con gol de Claudio Acosta, logrando el ascenso a la Segunda División Profesional por primera vez en su historia.
El 31 de agosto de 2009, se firmó el acuerdo por el cual Boston River conformó la segunda Sociedad Anónima Deportiva del Uruguay. La S.A.D. estaba dirigida por los destacados exfutbolistas argentinos Carlos Navarro Montoya, Walter Silvani y Martín Cardetti (en el caso del "Chapulín" Cardetti, también fue futbolista del equipo principal). El 25 de noviembre del 2009 disputó su primer encuentro amistoso internacional, viajando al Estadio Monumental de Buenos Aires, para enfrentar justamente a River argentino. El encuentro finalizó 1:1.

### Arañando la primera división (2011-2016)
En la temporada 2010-2011, Boston River estuvo en su pico deportivo más alto, quedándose en la puerta de ascender a Primera División. Luego de una gran campaña, el equipo dirigido en aquel entonces por Marcelo Revuelta definió el último ascenso en dramáticos partidos ante el Cerro Largo FC: tanto el partido de ida en Melo, como la revancha en Montevideo fueron empate 2:2 (este último en el alargue). Finalmente el ascenso se decidió por tanda de penales, donde el equipo arachán logró mejor efectividad.
En los dos años siguientes (2012 y 2013) Boston fue eliminado en los play-off por el tercer ascenso por Miramar Misiones, en cuartos y semifinales respectivamente, y en el 2014 el verdugo del rojiverde fue Villa Teresa en cuartos de final. En temporada 2014-2015 nuevamente Boston River arañó el ascenso a Primera División. Una vez más (igual que 4 años atrás) accedió a la final del play-off, esta vez frente a Villa Teresa, y dirigido por Sergio Cabrera , otra vez el partido finalizó 2-2 y terminó cayendo por penales. A partir de 2015, el empresario venezolano Edmundo Kabchi (expresidente de Deportivo Táchira) tomó el control de la SAD.

### Ascenso a Primera División (2016)
En 2016 el club logró el tan buscado ascenso. En la temporada 2015-16 Boston River logró asegurarse subir a Primera División a falta de una fecha de terminar el campeonato, tras vencer a Cerro Largo de visitante 1-0. El técnico siguió siendo Sergio Cabrera, pero al concretarse el ascenso el club contrató a Alejandro Apud para encarar la campaña en Primera División.
Boston River debutó en la máxima categoría el miércoles 30 de agosto de 2016 por el Uruguayo Especial de 2016. El partido se disputó en el Estadio de Trinidad (donde el club hacía de locatario desde unos años atrás), y Boston empató 1-1 frente a Defensor Sporting. El histórico primer gol fue convertido por Pablo Cepellini. Por la segunda fecha, Boston le propinó una dura goleada (5-1) a River Plate de visitante, anotando Federico Rodríguez cuatro goles en ese partido. Boston se mantuvo invicto hasta la octava fecha, cayendo con Wanderers (1-0), y finalmente culminó en sexta posición, coronando esta histórica campaña con la clasificación para la Copa Sudamericana.

### Debut internacional (2017) y estabilidad en Primera (2016-hoy)
En 2017 Boston River retornó a Montevideo para efectuar la localía en el Estadio Nasazzi de Bella Vista. Por otra parte hizo su debut internacional enfrentando a Club Deportivo Comerciantes Unidos de Cutervo (Perú) en el Gran Parque Central con un marcador de 3-1 a favor y empatando en su visita a la ciudad de Huancayo, a más de 3200 metros de altura 1-1, logrando la clasificación a la siguiente fase con un resultado global de 4-2. Finalmente fueron eliminados en la ronda siguiente por Cerro Porteño de Paraguay.
En el Campeonato Uruguayo 2017, Boston River vuelve a realizar una buena campaña y finaliza nuevamente en la sexta posición, logrando por segundo año consecutivo clasificar a la Copa Sudamericana. En ese torneo volvió a repetir el éxito del año anterior al lograr avanzar la primera ronda, esta vez derrotando al Jaguares colombiano, pero vuelve a quedar eliminado en la segunda, ante el Banfield argentino.
A mediados de 2019, causó un revuelo la llegada de Sebastián Abreu al plantel, quien posteriormente se convertiría en entrenador y futbolista de forma simultánea.A nivel de formativas, en 2020 logró coronarse campeón de todas las divisionales juveniles B, logro nunca alcanzado por otro club. Mientras tanto el primer equipo, ahora dirigido por Juan Tejera, lograba la salvación del descenso en la última fecha. El mal comienzo del campeonato 2021 llevó a que el Sastre cambiara de entrenador en la 8ª fecha, ingresando Ignacio Ithurralde. Con Ithurralde logran la salvación del descenso nuevamente en 2021 y en el 2022 logran su mejor campaña histórica hasta ese momento, finalizando en 4.ª posición y accediendo a la Copa Libertadores 2023. En la copa superan a Zamora de Venezuela pero caen ante Huracán de Argentina en la segunda fase.
Ese Campeonato Uruguayo 2023 no fue del todo bueno (13.ª posición) pero se corrije al año siguiente: con el debut como entrenador de Jadson Viera, Boston River finalizó en tercera posición (solamente detrás de Peñarol y Nacional), clasificando nuevamente a la Copa Libertadores, y esta vez iniciando directamente en la segunda fase. Además fue semifinalista de la Copa AUF Uruguay, cayendo en esa instancia con el que sería tricampeón del torneo: Defensor Sporting.

## Participación internacional
En un claro progreso de logros desde que el club ascendió a Primera División en 2016, Boston River ha logrado clasificar a 2 ediciones de la Copa Sudamericana (2017 y 2018) y a 2 ediciones de la Copa Libertadores (2023 y 2025).

### Copa Sudamericana 2017
Primera fase
| 28 de febrero de 2017, 19:15 (UTC-3) | Boston River                          | 3:1 (3:1) | Comerciantes Unidos | Estadio Gran Parque Central, Montevideo |                          |
|                                      | Pereyra 8' 42' · Rodríguez 44' (a.g.) | Reporte   | Palacio 1'          | Árbitro(s): Andrés Rojas                | Árbitro(s): Andrés Rojas |

| 1 de junio de 2017, 17:15 (UTC-5) | Comerciantes Unidos | 1:1 (0:1) | Boston River | Estadio Huancayo, Huancayo |                         |
|                                   | Rosales 56' (pen.)  | Reporte   | Fratta 20'   | Árbitro(s): Raúl Orosco    | Árbitro(s): Raúl Orosco |

Segunda fase
| 11 de julio de 2017, 20:45 (UTC-4) | Cerro Porteño           | 2:1 (0:1) | Boston River | Estadio General Pablo Rojas, Asunción |                              |
|                                    | Oviedo 75' · Molina 78' | Reporte   | Foliados 12' | Árbitro(s): Jesús Valenzuela          | Árbitro(s): Jesús Valenzuela |

| 26 de julio de 2017, 21:45 (UTC-3) | Boston River     | 1:4 (0:1) | Cerro Porteño                                              | Estadio Gran Parque Central, Montevideo |                                  |
|                                    | F. Rodríguez 78' | Reporte   | Rojas 21' (pen.) · Ortigoza 46' · Aguilar 52' · Candia 67' | Árbitro(s): Víctor Hugo Carrillo        | Árbitro(s): Víctor Hugo Carrillo |

### Copa Sudamericana 2018
Primera fase
| 10 de abril, 17:15 (UTC-5) | Jaguares             | 2:1 (0:0) | Boston River  | Estadio Jaraguay, Montería     |                                |
|                            | Rojas 69' (pen.) 75' | Reporte   | Mastriani 54' | Árbitro(s): Fernando Echenique | Árbitro(s): Fernando Echenique |

| 10 de mayo, 19:15 (UTC-3) | Boston River                 | 3:0 (1:0) | Jaguares | Estadio José Nasazzi, Montevideo |                         |
|                           | Scotti 42' 54' · Pereyra 47' | Reporte   |          | Árbitro(s): Raúl Orosco          | Árbitro(s): Raúl Orosco |

Segunda Fase
| 25 de julio, 21:45 (UTC-4) | Boston River | 1:0 (0:0) | Banfield | Estadio Centenario, Montevideo |                          |
|                            | Ergas 61'    | Reporte   |          | Árbitro(s): Andrés Rojas       | Árbitro(s): Andrés Rojas |

| 1 de agosto, 21:45 (UTC-4) | Banfield               | 2:0 (0:0) | Boston River | Estadio Florencio Sola, Banfield |                             |
|                            | Bertolo 50' 66' (pen.) | Reporte   |              | Árbitro(s): Víctor Carrillo      | Árbitro(s): Víctor Carrillo |

### Copa Libertadores 2023
Primera Fase
| 9 de febrero, 21:00 (UTC-3) | Boston River                      | 3:1 (1:0) | Zamora       | Estadio Centenario, Montevideo                 |                                                |
|                             | Costa 23' · Acuña 55' · Gómez 64' | Reporte   | Magallán 75' | Árbitro(s): Wagner Magalhaes VAR: Wagner Reway | Árbitro(s): Wagner Magalhaes VAR: Wagner Reway |

| 16 de febrero, 20:00 (UTC-4) | Zamora | 0:1 (0:1) | Boston River      | Estadio Agustín Tovar, Barinas             |                                            |
|                              |        | Reporte   | Urretaviscaya 20' | Árbitro(s): Andrés Rojas VAR: Jhon Perdomo | Árbitro(s): Andrés Rojas VAR: Jhon Perdomo |

Segunda Fase
| 22 de febrero, 21:00 (UTC-3) | Boston River | 0:0     | Huracán | Estadio Centenario, Montevideo              |                                             |
|                              |              | Reporte |         | Árbitro(s): Wilmar Roldán VAR: Jhon Perdomo | Árbitro(s): Wilmar Roldán VAR: Jhon Perdomo |

| 1 de marzo, 19:00 (UTC-3) | Huracán              | 1:0 (1:0) | Boston River | Estadio Tomás Adolfo Ducó, Buenos Aires        |                                                |
|                           | Cóccaro 45+2' (pen.) | Reporte   |              | Árbitro(s): Wilton Sampaio VAR: Rodolpho Toski | Árbitro(s): Wilton Sampaio VAR: Rodolpho Toski |

## Símbolos

### Escudos

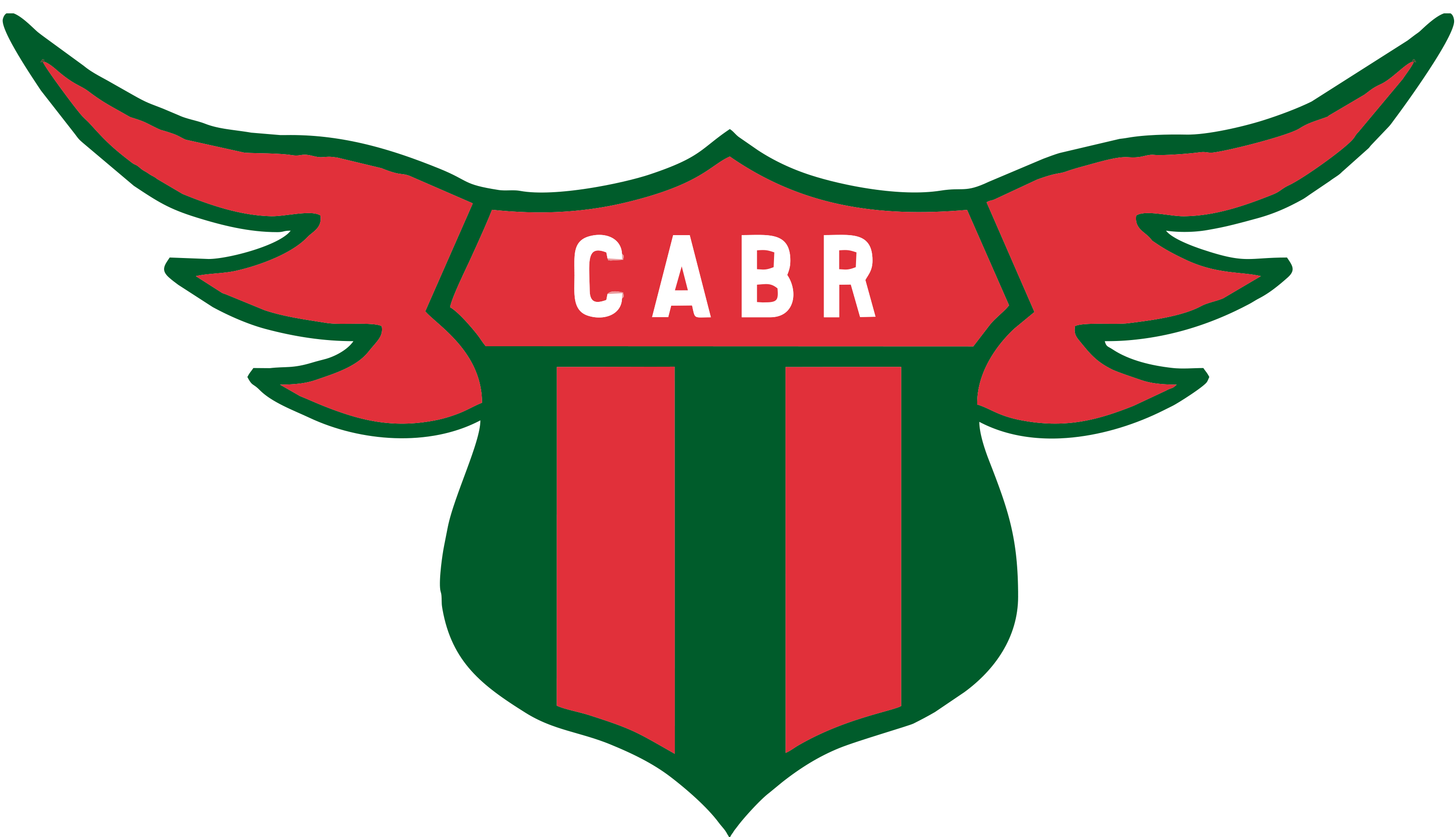
Escudo oficial.

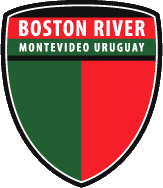
Otra versión del escudo.

El escudo está compuesto por una figura de color verde y roja. Una forma integrada por tres bastones verdes y dos rojos, compone gran parte del escudo. En la parte superior del mismo se encuentra una figura roja con la inscripción "C A B R", siglas del club. A ambos lados del escudo aparecen unas alas rojas, delimitadas por una línea verde, al igual que en todo el escudo.

## Uniforme
La primera casaca que utilizó el equipo fundado por jóvenes fue blanca y negra, a bastones verticales, y se las había donado un vecino, pero la primera camiseta oficial de Boston River fue la camiseta a rayas verticales verdes y rojas, que fueron las que pudieron conseguir a oferta en la casa de deportes, y desde entonces para siempre los colores de los uniformes de Boston River han sido verde y rojos.  
Con el tiempo, el uniforme tradicional del equipo fue una camiseta verde y roja a mitades; hasta el año 2010 a través de la sociedad anónima el diseño mutó a una "banda" diagonal de color rojo similar al equipo de River argentino, con la diferencia que se mantuvo el verde como color principal de manera de mantener la combinación de colores original del club. 
Con el equipo en Primera División (a partir de 2016) el equipo volvió a utilizar camisetas con diseños similares a camisetas a mitades verdes y rojas; mientras que en el año 2019 con motivo de los 80 años se reeditó una camiseta con rayas verticales.
- Uniforme titular: Camiseta roja con banda diagonal verde, pantalón negro, medias negras.
- Uniforme alternativo: Camiseta blanca con banda diagonal roja, pantalón blanco, medias blancas. (Homenaje al River de Argentina).
- Tercer uniforme: Camiseta verde con banda diagonal roja, pantalón negro, medias negras. (Utilizado como uniforme titular en la temporada anterior).

- Uniforme tradicional: Camiseta verde y roja a mitades, pantalón y medias blancas.

| 1939-? (Original) | ?-2009 (Tradicional) | 2009-2010 | 2010-2012 | 2013 | 2014-2015 | 2016-2017 | 2018 | 2019 | 2020 | 2022 |

### Indumentaria y patrocinador
| AÑO       | Proveedor  | Patrocinador                                                                                        |
| --------- | ---------- | --------------------------------------------------------------------------------------------------- |
| -         | sportys    | Pluna                                                                                               |
| 2009-2010 |            | Pluna Sarubbi                                                                                       |
| 2012-2013 | Matgeor    | Rinde Dos Buquebus                                                                                  |
| 2013-2015 | Matgeor    | Rinde Dos, Buquebus, NB y AERO                                                                      |
| 2015-2016 | Matgeor    | Que Locura!, Pampero y Antel                                                                        |
| 2016-2017 | Matgeor    | Rinde Dos, Cortiluz, El Gallegito, Que Locura!, Redpagos, Centro color, Antel, Hotel Maxim y Nativa |
| 2018-2020 |            | FULL SPORT                                                                                          |
| 2021      | Mgr Sports | Nativa                                                                                              |
| 2022      |            | Asociación Española                                                                                 |

## Instalaciones
Boston River no posee un estadio propio. Su cancha tradicional estaba ubicada donde actualmente se encuentra el Edificio Libertad, en el Barrio Bolívar, pero fue absorbida por el crecimiento de la urbanización de la ciudad de Montevideo. En esta última era profesional el club ha sido un equipo nómada, y ha oficiado de local en varias localidades del interior como San José en 2015, Florida en 2019, Trinidad en 2022y Las Piedras en 2023; así como también en algunos escenarios capitalinos. Desde 2024 está oficiando de locatario nuevamente en el Estadio Campeones Olímpicos de Florida.
La sede está ubicada en Saladero Fariña 3388 en Barrio Bolívar, y el club posee un complejo deportivo en Manga llamado Edmundo Kabchi y otro recientemente inaugurado en las afueras de La Paz, el Centro de Alto Rentimiento Dr. Sergio Pérez Lauro, conocido como La Sastrería.

## Entrenadores

### Cuerpo técnico 2024
| Cargo                             | Nombre                                             |
| --------------------------------- | -------------------------------------------------- |
| Entrenador                        | Jádson Viera                                       |
| Asisentes técnicos                | Diego Martiñones Nicolás Serolini Ribair Rodríguez |
| Preparadores físicos              | Guillermo Souto Nicolás Baran                      |
| Analista de video                 | Jonattan Ferreira                                  |
| Preparador de arqueros            | Federico Cuervas                                   |
| Coordinador Divisiones Inferiores | Juan Ahuntchaín                                    |

### Listado de entrenadores (desde 2007)
- Edgardo Arias (2007-2008)
- José Puente (2008-2009)
- Martín Cardetti (2010)
- Marcelo Revuelta (2010-2011)
- Fernando Helo (2011-2012)
- Santiago Paz (2012-2014)
- Sergio Cabrera (2014-2016)
- Alejandro Apud (2016-2018)
- Gastón Machado (2019)
- Martín García (2019)
- Sebastián Abreu (2020)
- Fernando Rondino (2020)
- Juan Tejera (2020-2021)
- Ignacio Ithurralde (2021-2022)
- Daniel Farías (2023)
- Alejandro Apud (2023)
- Jádson Viera (2024-Act.)

## Datos estadísticos
Datos actualizados para la temporada 2025 inclusive.
- Temporadas en Primera División: 10° (2016-2025)
  - Mejor ubicación: 3.º (2024)
  - Primer partido: Boston River 1 - 1 Defensor Sporting (31 de agosto de 2016)
  - Primera victoria: Boston River 5 - 1 River Plate (4 de septiembre de 2016)
- Temporadas en Segunda División: 9 (2007/08-2015/16)
  - Primer partido: Boston River 0 - 2 Racing (22 de septiembre de 2007)
  - Mejor ubicación: 2.º (2015-16)
  - Peor ubicación: 15.º (2007-08)
- Temporadas en Tercer nivel: 33 (1957-1981 / 1999-2006)
- Temporadas en Cuarto nivel: 2 (1955-1956)
- Temporadas en Quinto nivel: 1 (1954)

## Estadísticas en torneos Internacionales
- Participaciones en Copa Libertadores: 2 (2023 y 2025)
  - Debut: 2023
  - Primer partido: Boston River 3 - 1 Zamora (10 de febrero de 2023)
  - Primera victoria: Boston River 3 - 1 Zamora (10 de febrero de 2023)
  - Mejor posición:
  - Mayor goleada conseguida: Boston River 3 - 1 Zamora (10 de febrero de 2023)
  - Mayor goleada recibida: -
- Participaciones en Copa Sudamericana: 3 (2017, 2018 y 2025)
  - Debut: 2017
  - Primer partido: Boston River 3 - 1 Comerciantes Unidos (28 de febrero de 2017)
  - Primera victoria: Boston River 3 - 1 Comerciantes Unidos (28 de febrero de 2017)
  - Mejor posición: Segunda Fase
  - Mayor goleada conseguida: Guaraní 0 - 5  Boston River (28 de mayo de 2025)
  - Mayor goleada recibida: Boston River 1 - 4 Cerro Porteño (26 de julio de 2017)

| Competición       | Temp. | PJ | PG | PE | PP | GF | GC | Dif. | Puntos |
| ----------------- | ----- | -- | -- | -- | -- | -- | -- | ---- | ------ |
| Copa Libertadores | 2     | 8  | 3  | 3  | 2  | 6  | 4  | +2   | 12     |
| Copa Sudamericana | 3     | 14 | 5  | 2  | 7  | 23 | 26 | -3   | 17     |
| Total             | 5     | 22 | 8  | 5  | 9  | 29 | 30 | -1   | 29     |

## Palmarés
| Competición nacional         | Títulos | Subcampeonatos   |
| ---------------------------- | ------- | ---------------- |
| Segunda División Profesional |         | 2015-16          |
| Tercera División Amateur (1) | 2006    | 2001, 2004, 2005 |
| Divisional Extra A (1)       | 1956    |                  |